# Campioni italiani assoluti di atletica leggera - Lancio del disco femminile
Questa pagina raccoglie un elenco di tutte le campionesse italiane dell'atletica leggera nel lancio del disco, introdotto nel programma dei campionati italiani assoluti di atletica leggera femminili a partire dal 1924 e ancora oggi presente. Tale gara non si disputò nel 1926.

## Albo d'oro
| Anno | Atleta (società)                                  | Prestazione            |                        |
| ---- | ------------------------------------------------- | ---------------------- | ---------------------- |
| 1924 | Maria Piantanida Pro Patria et Libertate          | 25,81 m                |                        |
| 1925 | Andreina Sacco Simul Torino                       | 22,76 m                |                        |
| 1926 | Gara non in programma                             | Gara non in programma  |                        |
| 1927 | Pierina Borsani Cotonificio Cantoni Castellanza   | 28,42 m                |                        |
| 1928 | Vittorina Vivenza Associazione Sportiva Aosta     | 33,05 m                |                        |
| 1929 | Vittorina Vivenza Associazione Sportiva Aosta     | 35,38 m                |                        |
| 1930 | Vittorina Vivenza Società Ginnastica Torino       | 35,32 m                |                        |
| 1931 | Pierina Borsani Cotonificio Cantoni Castellanza   | 32,49 m                |                        |
| 1932 | Jolanda Bacchielli Virtus Bologna Sportiva        | 30,73 m                |                        |
| 1933 | Bruna Bertolini Venchi Unica Torino               | 29,25 m                |                        |
| 1934 | Bruna Bertolini Venchi Unica Torino               | 30,58 m                |                        |
| 1935 | Pierina Borsani Venchi Unica Torino               | 31,62 m                |                        |
| 1936 | Nerea Krenn Operaia Trieste                       | 33,13 m                |                        |
| 1937 | Gabre Gabric La Filotecnica Milano                | 32,90 m                |                        |
| 1938 | Serafina Guidi Venchi Unica Torino                | 35,07 m                |                        |
| 1939 | Gabre Gabric La Filotecnica Milano                | 39,29 m                |                        |
| 1940 | Gabre Gabric La Filotecnica Milano                | 38,41 m                |                        |
| 1941 | Gina Tagliapietra Marzotto Milano                 | 39,28 m                |                        |
| 1942 | Gabre Gabric La Filotecnica Milano                | 37,97 m                |                        |
| 1943 | Edera Cordiale Venchi Unica Torino                | 39,34 m                |                        |
| 1944 | Edizione non disputata                            | Edizione non disputata | Edizione non disputata |
| 1945 |                                                   |                        |                        |
| 1946 | Edera Cordiale-Gentile Venchi Unica Torino        | 38,39 m                |                        |
| 1947 | Edera Cordiale-Gentile Venchi Unica Torino        | 41,05 m                |                        |
| 1948 | Edera Cordiale-Gentile Venchi Unica Torino        | 43,55 m                |                        |
| 1949 | Edera Cordiale-Gentile Venchi Unica Torino        | 43,46 m                |                        |
| 1950 | Edera Cordiale-Gentile Sportnova Torino           | 41,51 m                |                        |
| 1951 | Edera Cordiale-Gentile Lancia Torino              | 40,43 m                |                        |
| 1952 | Edera Cordiale-Gentile Bergamasco Torino          | 40,65 m                |                        |
| 1953 | Edera Cordiale-Gentile Bergamasco Torino          | 39,09 m                |                        |
| 1954 | Gianna Nannetti Cestistica Bologna                | 37,70 m                |                        |
| 1955 | Paola Paternoster Urbe Roma                       | 45,52 m                |                        |
| 1956 | Paola Paternoster Urbe Roma                       | 44,95 m                |                        |
| 1957 | Paola Paternoster Associazione Sportiva Roma      | 44,74 m                |                        |
| 1958 | Elivia Ricci Imec Bergamo                         | 46,19 m                |                        |
| 1959 | Elivia Ricci Imec Bergamo                         | 45,23 m                |                        |
| 1960 | Elivia Ricci Imec Bergamo                         | 44,91 m                |                        |
| 1961 | Elivia Ricci Imec Bergamo                         | 48,71 m                |                        |
| 1962 | Elivia Ricci Imec Bergamo                         | 46,51 m                |                        |
| 1963 | Elivia Ricci Snam                                 | 45,85 m                |                        |
| 1964 | Elivia Ricci Snam                                 | 48,79 m                |                        |
| 1965 | Elivia Ricci Libertas Piacenza                    | 51,81 m                |                        |
| 1966 | Elivia Ricci Libertas Piacenza                    | 50,06 m                |                        |
| 1967 | Franca Pravadelli Scala Azzurra Verona            | 43,42 m                |                        |
| 1968 | Roberta Grottini Fiat Torino                      | 45,08 m                |                        |
| 1969 | Maria Luisa Fancello CUS Firenze                  | 44,44 m                |                        |
| 1970 | Roberta Grottini Fiat Torino                      | 47,76 m                |                        |
| 1971 | Roberta Grottini Fiat Torino                      | 48,02 m                |                        |
| 1972 | Roberta Grottini Fiat Torino                      | 49,94 m                |                        |
| 1973 | Renata Scaglia Fiat Torino                        | 49,10 m                |                        |
| 1974 | Renata Scaglia Fiat Torino                        | 48,74 m                |                        |
| 1975 | Renata Scaglia Fiat Torino                        | 50,56 m                |                        |
| 1976 | Renata Scaglia Fiat Torino                        | 49,94 m                |                        |
| 1977 | Maura Zambon Libertas Ligabò Verona               | 52,24 m                |                        |
| 1978 | Renata Scaglia Fiat Iveco Torino                  | 52,96 m                |                        |
| 1979 | Maristella Bano SNIA Milano                       | 52,32 m                |                        |
| 1980 | Maristella Bano SNIA Milano                       | 55,14 m                |                        |
| 1981 | Renata Scaglia Iveco Brescia                      | 51,58 m                |                        |
| 1982 | Maristella Bano SNIA Milano                       | 55,70 m                |                        |
| 1983 | Maristella Bano SNIA Milano                       | 52,00 m                |                        |
| 1984 | Renata Scaglia Iveco Torino                       | 51,14 m                |                        |
| 1985 | Claudia Paris Snam San Donato                     | 50,68 m                |                        |
| 1986 | Sandra Benedet SNIA BPD Milano                    | 52,78 m                |                        |
| 1987 | Maria Marello Sisport Fiat Torino                 | 57,28 m                |                        |
| 1988 | Maria Marello Sisport Fiat Torino                 | 55,24 m                |                        |
| 1989 | Agnese Maffeis Ina Primavera Torino               | 55,28 m                |                        |
| 1990 | Agnese Maffeis Ina Primavera Torino               | 58,54 m                |                        |
| 1991 | Agnese Maffeis Ina Primavera Torino               | 58,36 m                |                        |
| 1992 | Agnese Maffeis Ina Primavera Torino               | 57,62 m                |                        |
| 1993 | Agnese Maffeis Snam Gas Metano                    | 57,20 m                |                        |
| 1994 | Mara Rosolen Rolo Libertas Udine                  | 52,80 m                |                        |
| 1995 | Agnese Maffeis Snam Gas Metano                    | 57,56 m                |                        |
| 1996 | Agnese Maffeis Snam                               | 57,92 m                |                        |
| 1997 | Agnese Maffeis Snam                               | 60,26 m                |                        |
| 1998 | Agnese Maffeis Snam                               | 59,41 m                |                        |
| 1999 | Mara Rosolen Gruppo Sportivo Fiamme Oro           | 53,29 m                |                        |
| 2000 | Agnese Maffeis Snam                               | 55,51 m                |                        |
| 2001 | Agnese Maffeis Snam                               | 58,63 m                |                        |
| 2002 | Agnese Maffeis Camelot Milano                     | 60,88 m                |                        |
| 2003 | Agnese Maffeis CUS Bologna                        | 58,24 m                |                        |
| 2004 | Agnese Maffeis CUS Bologna                        | 56,15 m                |                        |
| 2005 | Cristiana Checchi CUS Atletica 2000 Milano        | 53,60 m                |                        |
| 2006 | Laura Bordignon Gruppo Sportivo Fiamme Azzurre    | 56,31 m                |                        |
| 2007 | Cristiana Checchi Gruppo Sportivo Forestale       | 57,93 m                |                        |
| 2008 | Laura Bordignon Gruppo Sportivo Fiamme Azzurre    | 57,25 m                |                        |
| 2009 | Laura Bordignon Gruppo Sportivo Fiamme Azzurre    | 56,37 m                |                        |
| 2010 | Laura Bordignon Gruppo Sportivo Fiamme Azzurre    | 54,75 m                |                        |
| 2011 | Laura Bordignon Gruppo Sportivo Fiamme Azzurre    | 55,47 m                |                        |
| 2012 | Tamara Apostolico Camelot Milano                  | 58,62 m                |                        |
| 2013 | Valentina Aniballi Centro Sportivo Esercito       | 56,10 m                |                        |
| 2014 | Valentina Aniballi Centro Sportivo Esercito       | 55,54 m                |                        |
| 2015 | Stefania Strumillo Atletica 2005                  | 56,37 m                |                        |
| 2016 | Stefania Strumillo Atletica 2005                  | 56,95 m                |                        |
| 2017 | Stefania Strumillo Atletica 2005                  | 56,15 m                |                        |
| 2018 | Valentina Aniballi Centro Sportivo Esercito       | 56,80 m                |                        |
| 2019 | Stefania Strumillo Gruppo Sportivo Fiamme Azzurre | 57,33 m                |                        |
| 2020 | Daisy Osakue Gruppi Sportivi Fiamme Gialle        | 58,26 m                |                        |
| 2021 | Daisy Osakue Gruppi Sportivi Fiamme Gialle        | 61,55 m                |                        |
| 2022 | Daisy Osakue Gruppi Sportivi Fiamme Gialle        | 63,24 m                |                        |
| 2023 | Daisy Osakue Gruppo Sportivo Fiamme Gialle        | 63,25 m                |                        |
| 2024 | Emily Conte Gruppo Sportivo Fiamme Oro            | 56,82 m                |                        |
| 2025 | Daisy Osakue Gruppo Sportivo Fiamme Gialle        | 61,20 m                |                        |